# Форкс (Винипег)
Форкс, (енгл. The Forks - рачвање, рукавац река) једна је од историјских локација и парковска површина у централном језгру Винипега у канадској покрајини Манитоба, на ушћу Црвене и Асинибојн реке. На овом простору, старом најмање 6.000 година, у типичном индијанском кампу прво су се окупљали староседеоци Абориџина или Први народи, да би током колонизације Манитобе, Форкс постао „капија канадског Запада“ и центар за трговину, транспорт и насељавање европских ловца и трговаца крзном, а потом и бродских и лучких речних радника, пионира железнице и десетине хиљада имиграната (англо-саксонаца, Немаца, Словена и Азијата). Из ових сусрета у 17. и 18. веку, на ширем простору Форкса, у мешовитим браковима рођени су бројни француско-индијански Метиси, народ који је био од посебног значаја за стварање данашње покрајине Манитобе.
Године 1989. Форкс је проглашен локалитетом од Националног и историјског значаја, за очување Канадске историје. При доношењу одлуке о томе, имало се у виду да је простор идеалан са историјског становиштва, да буде метафора 6.000 година дуге борбе за насељавање и опстанак људи који и даље траје на овом простору Канадске прерије.
Форкс, чије се парковске површине и бројни објекти простиру на површини од 3,6 ha (8,9 acres) отворен је за посетиоце током целе године. Сви његови садржаји, у којима туристи могу да уживају кроз сва годишња доба, пружају и бројна сазнања о настанку и развоју Винипега кроз историју.

## Етимологија
Форкс (енгл. The Forks), овај назив добио је пре 6000 година по рачвању, рукаваца река Асинибојн и Црвене реке, на чијим обалама се налази.

## Историја
Смештен на раскрсници две велике реке које чине део огромног северноамеричког континенталног слива, Форкс је „сведок“ многих кључних догађаје у историји западне Канаде. Као место првог сталног европског насеља, на канадском западу, он је временом прерастао у колевку покрајине Манитоба и централно језгро града Винипега.
Ова 3,6 хектара пространа „зелена оаза“, уназад 6.000 година, прво је била место заустављања и боравка традиционални аутохтоних народа. Групе Првих народа улогорили су се у овој области, 4000. године п. н. е. користећи је као место за окупљање, верске обреде и трговину између осталих племена. 
Форкс је у том историјском периоду био раскрсница, на сезонским миграционим путевима, од севера ка јужним шумама и равницама Северне Америке; и кључна карика копнене трговине, лова, речног транспорт а касније и урбана насеобина у којој су се све више окупљали људи многих нација раса, боје коже и вероисповести који су боравили на тлу канадске прерије. 
Почев, од Првих нација или Абориџина, који на овом простору живе најдуже, кроз Форкс су прошли и колонизацатори, европски трговци крзном, ловци на буфале, бродари, лучки радници, пионири у изградњи железнице и десетине хиљада имиграната, међу којима су и они који и дан данас бораве и раде у музејима, шоповима, хотелима и другим знаменитостима на овом простору. 
Форкс се кроз 6.000 година, непрестано развијао, мењао своје садржаје и намену, и тако постао локалитет који је значајно утицало на настанак и даљи развој Винипега и Манитобе. 

### Форкс у периоду глацијације
Пре 10.000 година, шире подручје Форкса било је под наслагама леда дебелим неколико стотина метара, које су се временом постепено топиле и све више „повлачиле“ на север Америке, остављајући за собом највећу мрежу слатководних глацијалних језера на свету, познату под називом Агасиз (Glacial Lake Agassiz) (у области данашње Манитобе, на слици ограничено њеним границама), на које се према истоку севереноаамеричког континента настављало Језеро Ојибва (Glacial Lake Ojibway).
У периоду свог максималног развоја глацијално језеро Агасиз имало је површину од 440.000 km², која је била већа од свих данашњих језера, укључујући и Каспијско море.
Много касније од вода овог леденичког језера настала су бројна данашња језера. Међу њима најпознатија су: Језеро Манитоба (Great Lakes of Manitoba), Језеро Винипег (Lake Winnipeg) и Језеро Винипегосис (Lake Winnipegosis), и група мањих језера која окружују ова, укључујући: Cedar Lake, кроз које протиче река Саскачеван, Језеро Дофен (Lake Dauphin), јужно од језера Винипегосис и Језеро Свети Мартин (Lake St. Martin), на реци Мали Саскачеван (Little Saskatchewan River), на излазу из језера Манитоба и Винипегосис.
Када је ниво језера Агасиз почео да опада пре око 8500 година, оно је за собом на свом дну оставило муљ, из којег су настале плодне долине дуж Црвене реке и њених притока, данашње житнице Канаде. Плодне долине, на којима је све више бујала преријска вегетација, постепено су насељавала све бројнија крда дивљих животиња. Богатство вегетацији дивљачи и риби (на многобројним језерима и рекама) довело је и до све већег прилива ловаца са југа и запада Северне Америке. Први људи били су ловци на бизоне који су користили оружје за лов на даљину, најчешће копље, али и друге убојите алатке претежно начињене од камена и костију животиња.

### Први становници на простору Форкса
Прве нације је термин који се на простору Канаде користи за приказивање староседелачких народа, који не спада у групу Метиса (Métis) и Ескима или Инуита (Inuit). Кроз историју, нације Северне Америке могу се поделити у 10 културних подручја, од којих се шест налазило унутар граница онога што је сада Канада:
1. Арктички Абориџини (Aboriginal People — Arctic)
2. Абориџини источних шума (Aboriginal People — Eastern Woodlands)
3. Абориџини северозападне обале (Aboriginal People — Northwest Coast)
4. Абориџини платоа (Aboriginal People — Plains)
5. Абориџини равнице (Aboriginal People — Plateau)
6. Субарктички Абориџини (Aboriginal People — Subarctic)
Прве нације које су живеле у овим областима на неки начин биле су сличние, а на неки други начин различите. Оно што је научно доказоно то је да између појединих група постоје варијације, тако да се културне референце не могу односити на све Абориџине у Канади.
Први људи нација се често називају и другим именима, као што су; Индијанци, домороци, Кандски индијанци, Амерички ндијанаци. Ова имена у Канади могу бити проблематична, јер код ових народа имају негативну конотацију, и другојачије законско значање у Канади (од значења Индијанац које се користи у Европи, за означавање домородачких народа Јужне, Централне и Северне Америке).. Коришћењем било којег општог термина за Прве нације у Канади, скоро увек захтева додатна појашњења.
У Канади, регистровано је 634 „Прве нације“, које говоре више од 50 различитих језика. Према попису из 2011. години, било је више од 1,3 милиона становника Канаде који су се изјаснили као наследници „Прве нације“ или Абориџини. Први људи нација су аутохтони становници земљишта на коме се сада простире Канаде. Међу њима су били пре свега припадници племена Оџибве, Кри, Атабаски, Сијукси, Дене, Асинибојн и Мандан, који су не само међусобно трговали, већ су били и први који су се сусрели и остварили трговинске контакте и одрживи суживот и ступали у мешовите бракове са европљанима.

### Прве људске насеобине у Форксу
Опсежне археолошка истраживања доказала су да је једна група Првих нација или Абориџина населила ову подручје пре више хиљада година. Два 6000 година стара огњишта (кампова изгорелих у пожару), са остацима алатки и других употребних предмета, најранији су докази о боравку људи на простору Форкса. Ове огњишта откривене су на дубини од 6 m (20 ft) испод површине земље.
Такође о боравку људи на простору Форкса, говоре и бројни докази археолога који су, три метра (10 стопа) испод површине земље, открили 3000 година стари камп и трговински центар на северној обали реке Асинибојн. 
Серија археолошких ископавања спроведена на простору Форкса, између 1989. и 1994. године, доказала су постојање логора Абориџина и других ловаца на бизоне, у коме је цветала трговина крзном. На основу артефаката (костију, каменог алата, огњишта, глинене керамике, харпуна, стрелица направљене од материјала донетог из далеких области нпр данашњег Тексаса), откривених на дубини од 6 m (20 ft), утврђено је да су на овом простору постојали бројни кампови, од времена Абориџина до време масовне трговине крзном, када су ово место посећивале и бројне етничке групе; Кри и Анишинабе (Ojibwa), Накода (Assiniboins) и Дакота. 
Различити стилови и облици оружја за лов и других алатки откривених на овом простору потврђују да су људи са севера, из равница, и планинског запада боравили у Форксу. Ови људи су директни преци данашњих првих народа. Они су имали много различитих начина живота, у зависности од тога како и шта су добијали за живот од земљишта. Преријски народи ловили су бизоне и рибу, и бавили се пољопривредом; народи у шумама ослњали су се на лов мусева (ирваса), рибе и брање дивљег пиринча; а народи око Great Lakes ловили су јелене и рибу. 
Захваљујући Црвеној и Асинибојн реци, људи са простора Форкса имали су могућност да остваре трговину својим ловачким и другим производима са другим људским заједницама. Једна од најважнијих привредних активности била је и израда керамичких посуда (лонаца) од стране различитих група жена. Ови лонци коришћени су као посуде за складиштење или кување. Користећи се примерима различитих стилова керамике, који су уведени пре 2000 године, археолози су успели да идентификује различите културе. Најранија техника грнчарије била је „намотавање“ глине, док су касније направљене лонци били попут ткања торбе или калупа. Грнчарија до сада пронађени у Форксу израђена је применом методе калупа.
Како су прва кукурузна поља откривена у Локпорту (30 km северно од Форкса), може се претпоставити да су се и староседеоци Форкаса бавили пољопривредом. На то упућује и откриће мотике направљене од кости бизоновог рамена, на археолошком локалитету Форкс.
Током векова, промене у клими резултовале су различитим облицима вегетација и поплавама што је мењало пејзаж форкса. Тако је једна од његових карактеристика била и појава честог плављења насеља и усева изливеним водама реке Асинибојн и Црвене реке. О томе постоје бројни докази (артефакти из различитих периода и култура) на различитим дубинама испод површине земље, у ископаним камповима по слојевима, покривеним блатом током различитим периода поплава, 
Такође према бројним усменим предањима Абориџина на простору Форкса одржани су бројни мировни састанци неколико племена, пре више од 500 година, што потврђују и археолошки артефакти остатака кампова из периода ових састанак који су на основу радиокарбонских испитивања датирана за 1285. годину.

### Колонизација Форкса од 1736 до 1880
Између 1736. и 1760., долазак европских трговаца крзном променио је заувек живот Првих нација на овом простору. Накота (Асинибојн) народ био је први посредник између других народа тј. првих староседелачких нација и европљана. Становници Форкса користили су реке да успоставе трговину са енглеским и француским трговачким центрима које су се налазили и стотинама километара далеко.
Први Европљани допловили су 1736. године, у кануима реком Асинибојн на простор данашњег Винипега. Те године подигнуто је утврђење, Верендри Форт Руж (на енглеском језику познатије под називом red fort), као прво, а нешто касније и једно од многих утврђења и центара за трговину крзном и другим потрепштинама у овој области. Мада археолошки докази тек треба да буду пронађени, на постојање Верендри Форт Ружа, на овом простору, од 1738. до 1749. године, наводе сачувани архивски записи његовог основача Пјер Готје де Варена (Pierre Gaultier de Varennes, sieur de La Vérendrye, 1685—1749) да је он био негде у близини Форкса, највероватније на простору данашње Унион станице у Винипегу (енгл. Winnipeg's Union Station).
Пјер Готје де Варен не само да је био први Европљанин, већ уједно и један од првих који је успоставио контакт са представницима Прве нације, која је боравила у Форксу. Док је био на обалама језера Lake of the Woods 1737. године, Пјер Готје де Варене био је позван од стране племена Накота (Асинибојн) да дође у Форкс. У својим записима тада је навео постојање два логора племена Накота на ушћу двеју реке, или Форксу. Када се поново вратио током 1738., на овом простору били су присутни и представници племена Кри. Овај простор био је позната и као Ред Ривер колонија или колонија Црвене реке, која је била лоцирана на извесној удаљености од Форкс због његовог значаја као места окупљања Абориџина. 
Током наредних година Форкс је постао административни центар запада за трговину крзном. У том циљу компанија Хадсоновог залива (The Hudson’s Bay Company (HBC)) која се бавила трговином крзна одлучила је да изгради ново утврђење, под називом Горњи Форт Гари (Upper Fort Garry), који је био опасан пет метара високим каменим зидовима. Утврђење је срушено 1880. године како би се омогућила даља нзградња Маин Стрита.
Ова регија због својих богатих ресурса: хране (укључујући рибе, птице и што је најважније, бизоне), и транспортних путева, дуж великих река, постала је све интерисантнија област за трговце и све бројније имигранте. 
Прво паробродом, а потом и железницом, на обале Форкса свакодневно су стизали предмети свакодневне употребе; шећер, чај, со, семе за сетву, барели пића, храна, машине и делови, медицинска опрема и лекови, па чак и грађа, намештај и друга роба за опремање кућа из Енглеске. Али такође и луксузни предмети; смотуљци фине тканине, фенси хаљине и лепа одела и шешири, егзотични зачини, и путници из целог света и бизнисмени из Сједињених Америчких Држава, који су послом долазе у Ред Ривер
Између 1760. и 1821. године, вођена је непрастана „борба“ између две трговачке фирме; компаније Хадсоновог залива и Северо Западне компаније (Hudson's Bay Company и North West Company) које су се међусобно жастоко такмичили за трговину крзном и другим потрепштинама. Сукоби су престали 1821. године, када су се супротстављене компаније крзном ујединиле у једну компанију Компанију Хадсоновог залива (Hudson's Bay Company.)
Трговина крзном и све чешћи путници, трговци и имигранти ступали су све више у односе са женама Првих нација или Абориџини народа. Њихова деца постала су позната као Метиси - посебан културна група која је касније толико нарасла да је постала важан део демографије Манитобе данас. 
Када је Манитоба постала део Канаде 1870. године, имиграција из источних делова Канаде, Европе, Азије и Сједињених Америчких Држава повећана је драматично, јер је била подстакнута плодним земљиштем, обилним жетвама и другим природним ресурсима. Непрестани прилив досељеника, у другој половини деветнаестог века, све више је бринуо Метисе на „Ред Риверу“, што је у једном тренутку постало разлог деценијске неслоге, и међусобне борбе су почеле. 
Након победе над Француском у Седмогодишњем рату (на тлу Северне Америке познат и као Француско-индијански рат 1756—63) Велика Британија је 1763. осигурала трговачку и политичку превласт над овом територијом. Европљани су прве фарме и насеља почели да оснивају 1812. северно од данашњег града Винипега, што је довело до сукобе са локалним Метисима. Дана 19. јуна 1816. у сукобу британских досељеника и Метиса (познатом и као Битка код Севен Оукса) погинуо је 21 колониста (међу којима је био и гувернер области) и један Метис.
Имигранти су заувек променити природу града и земљишта. Град Винипег, са својим централним језгром на Форксу, све до 1880. године, био је средиште трговине (извоза) крзном да би након прилива имиграната постао главни трговачки центар за житарице, произведене у прерији кандског запада и извозник пољопривредних производа у друге области Канаде и света.

### Форкс и железница (1886—1923)
Више од једног века подручје Форкса било средиште железничких активности. Све је почело током 1888. године, када је Северна Пацифичка и Железница Манитобе основала терминал у Форксу, што је довело до масовнијег прилива досељеника возом. Изградњом Јунион станице и High Line Main Track 1911. године, Форкс је постао недоступан за већину људи. На хиљаде метара железничких шина и терминала и бројна складишта и штале за коње изграђене су на овом простору с краја 19. века. Када је 1901. године Канадска северна железница (Canadian Northern Railway (CNoR)), ступила у партнерске односе са Grand Trunk Pacific Railway (GTPR), она је преузела овај простор, и на њему је још више интензивирана изградња саобраћајних и трговачких објекта, међу којима је и већ наведена Јунион железничка станица изграђена 1911. године.

### Форкс и имиграција (1870—1920)
У касним 1800.тим годинама канадска влада започела је да активно промовише имиграцију, и масовно насељавање градова и изградњу и развој железничког саобраћаја преко прерија. Винипег је почетком 19. века постао познат као „Капија канадског Запада“, у коме је Канадска влада 1872. године подигла два имиграциона објекта у Форксу, за смештај имиграната. У сваком од њих, било је услова за смештај 400 до 500 људи. Оба објекта била су намењен за краткорочне боравке не више од недељу дана. Због бројних недостатака, и пренатрпаности у периоду од 1870. до 1880. године ови имиграционим објекти постали су злогласни по своје лошим условима живота и све већем броју алкохоличара и проститутки. Бараке су уклоњене током изградње железничким објектима у касним 1880—им годинама.
Тако су све бројнији имигранати својим активностима почели да мењају физички и културни пејзаж града Винипега, али и других области у западној Канади.

## Ревитализација Форкса
На простору Форкса с краја 20. века, главне активности одвијале су на колосецима станичним и у објектима Канадске националне железнице. Како се технологија превоза значајно променила, железнички терминали и други пратећи објекти и складишта намњени железници постали су сувишни. То је била прилика да се улагањем, око 3,5 милиона долара, изврши ревитализација локалитета Форкс и његов простор оплемени другим, културним и туристичким, садржајима.
Споразумом из 1986. године донета је одлука да се Форкс претвори у место од националног и историјскиог значаја за Винипег, Манитобу и Канаду. Локалитет је исте године предат у власништво и на управљаље Парковима Канаде (новооснованој Агенцији у Одељењу за животну средину). Задатак Агенције био је да овај локалитет, од националног и историјског значаја:
...штити и представља његово природно и културно наслеђе од посебног националног значаја за Канаду, и подстиче јавност на разумевање, уважавање и уживање овог простора на начине који обезбеђује његов еколошки и комеморативни интегритет за садашње и будуће генерације
Иницијатива која је покренута са три нивоа; од стране градске управе Винипега, покрајинске владе Манитобе и Кандске владе, подржана је финансијским средствима, уз помоћ којих је Форкс обновљен и поново постао доступан за јавну употребу. 
После низа студија изводљивости и јавних консултација, 1987. године основана је Корпорација за обнову Форкса, од стране Владе Канаде, Манитобе и Града Виннипег са задатком да створе: 
... посебане и различите просторе, за целогодишње окупљање и рекреативна активности на раскрсници Црвене и Асинбион реке, кроз приступ различито намењеним садржајима, укључујући рекреативне, историјске, културне, стамбене и институционалне који подржавају и њихову комерцијалну употребу.
Године 1988: споразум који је потписан са канадском националном железницом (Canadian National Railway), она је предала већину свог земљишта на Форксу у замену за готовину и пословне зграда у Ванкуверу, што је отворило пут ка запоседању и изградњи и ревитализацији железничких објеката на Форксу у друге садржаје.
У лето 1989. године Форкс је под називом The Forks National Historic Site of Canada званично  отворен. Од тог времена он је прерастао у духовни центар града Винипега, на који су његови грађани данас изузетно поносни. 
Супротстављени ставови о ревитализацији Форкса
Ревитализација Форкса, међутим није прошла без контроверзи, као и супротстваљених виђења о самом локалитету, о чему се много расправљало у јавности и на многим „поприштима“ сучељавања мишљења. Постизање праве равнотеже био је тежак задатак. Међутим једна ствар је сигурна: јавна расправа је била од великог заначаја а у увек ће бити присутна, кад год се мења нешто на овом локалитету, као добар путоказ сталних иновативних идеја или исправљајућих критика за могуће грешаке управитеља Форкса.

## Форкс данас
Данас, као део централног језгра града Винипега, Форкс је „зелена оаза“ и јавни простор где се људи масовно окупљају на културним догађајима, прославама, рекреацији.. и слично као и први Абориџини, на дружењима једни са другима. 
Форкс је заправо један велики парковски простор, на коме су размештени ревитализовани историјски објекти, новоизграђене зграде, музеји, хотел, скејтборд парк, речна лука, а зими и клизалиште на ушћу залеђених река. Он његовим посетиоцима, који прелазе број од преко четири милиона сваке године, током свих 365 дана, на отвореном и затвореном простору пружа безброј атракција, културних, естетских и рекреативних садржаја. Форкс данас, једна је од туристичких атракција која је по свом значају на првом месту у Винипегу, главном граду канадске покрајине Манитоба

### Форкс Маркет
У две оригиналне зграде железничке компаније изграђене почетком 1900, са тезгама у дворишном простору међусобно повезаним мостовима смештен је Форкс Маркет, незаборавно искуство за куповину и исхрану у Виннипегу. У понуди Маркета је мноштво продавница са широким спектар специјално дизајнираних предмета и сувенира. Ту се налази пијаца свеже хране и бројни објекти брзе хране који нуде широки асортиман од гурманских сирева до меса органског пецива и вина. У објектима маркета купци такође могу наћи многе предмете и потрепштине, почев од цигара и ароматерапијских производа до занатски израђених предмета и уметничких дела око 300 локалних и канадских занатлија.

### Џонстон терминал
У четвороспратној згради која је некада била хладњача железничког складишта, налази се Џонстон терминал, данас дом за различите, јединствене и специјализоване бутике и продавница, канцеларије, пабове, кафее и велики удобан, локал ресторанског типа.

### Канадски музеј људских права
Канадски музеј људских права први је и једини музеј те врсте у целости посвећен еволуцији, истраживању, разумевању, едукацији и промоцији дијалога и размишљања о људским правима. Музеј је на необичан начин свечано отворен 19. септембра 2014. године када су уместо пресецања врпце у велики „медаљон“ на улазу у музеј положена четири камена са четири различита краја Канаде укључујући и једну од три поларне територије Нунавут коју настањују Инуити (Ескими). 
Канадски музеј људских права прва је национална музејска институција лоцирана ван канадске престонице Отаве и први нови национални музеј изграђен у Канади од 1967. године.
На преко 500 шипова почива грађевина укупне површине 24.155 м² (што је једнако површини четири канадска фудбалска терена), укључујући и изложбени простор на 4.366 м². Фасаду музеја прекрива 1.200 застакљених делова, испод којих је уграђено око 35.000 тона бетона ( што је једнако тежини око 3.000 слонова).
У оквиру музеја централно место заузима изложбена поставка о холокаусту, у галерији под називом „Театар разбијеног стакла“. Овај музејски простор окружен стаклом симболизује „лаку ломљивост попут стакла“ слободу људских права. 
 
Посебна галерија посвећена је геноцидима које Канада признаје као најтеже облике повреде људских права: у Јерменији (турски злочини), Украјини (смрт милиона људи од глади у стаљинистичком режиму), Руанди и Сребрници.

### „Манитоба“ Позориште за младе
Позориште за младе у Форксу, национално је признати професионални театар посвећен и намењен искључиво млађој позоришној публици. Театар, који током целе године има узбудљиву позоришну сезону са великим бројем представа, уједно је и дом изванреданих позоришних школа и драмских екипа.

### Дечји музеј
Дечји музеј, смештен је у обновљеној и дограђеној најстаријој и јединој сачуваној железничкој радионици у Манитоби, из 1889. године. Он у свом програму има дванаест сталних галерије и креативних радионица за игру и учење деце. 
Посетиоци музеја могу да се крећу по аутентичном броду, дизел локомотиви из 1952. и путничком возу из 1920. године, тестирају своју перцепцију у великом тунелу за илузије, врши експерименте са водом у специјалној лабораторији и још много тога. 
У музеју постоји и посебан простор, „Тот Спот“ намењен потребама најмлађих посетилаца Музеја. Током празника, у музеју деца са својим родитељима могу прошетати и кроз земљу бајки у „Итон селу“ (Eaton’s Santa’s Village). Поред наведеног у музеју се одржавају и бројни јавни програми, радионице и други посебни догађаји. 
Са иновативним путујућим изложбама и разним програмима, радионицама и посебним догађајима, Дечји музеј у форксу одлично је место за забаву и едукацију целе породице.

### Преријски врт
Између два тржна центра у Форксу, налази се природни или дивљи врт на коме је из прерије пренето и засањено преко 10.000 врста биљака. О овог броја преко 150 су аутохтоне биљне врсте Канаде, укључујући ту и 38 врста преријским биљака као што су; преријски љутић (Pulsatilla patens)', перуника или шавран (Dietes iridioides), уснатица (Monarda fistulosa), љубичасте преријска детелина, и дивље колумбине (Aquilegia canadensis).

### Историјска лука
Историјска лука у Форксу размештена је дуж обале реке Асинибојн. Она данас, са својим туристичким и рекреативним садржајима, наставља традицију некада важне речне луке преко које су прво кануима а касније и паробродима из Форкса одвожена крзна, а потом довожена разна роба из више стотина километара удаљених подручја Канде, али и из Енглеске Француске.
Данас ова историјска лука нуди своје докове за пристајање приватних спортских чамаци и чамаца за изнајмљивање, као и приступ мањих туристичких бродова намењених разгледању Винипега дуж обала Црвене и Асинибојн реке.
За време високог водостаја Црвене и Асинибојн реке и поплава, лука је недоступна за сва врсте пловила и спортске активности на реци, а речне бродови у том периоду не пружају своје услуге туристима. 

### Мост Ријелово шеталиште
Мост Ријелово шеталиште (енгл. Esplanade Riel) је пешачки висећи мост и једна од туристичких атракција Форкса. Назван је по Метису, Лују Ријелу, који је био на челу локалне привремене влада Метиса у Винипегу у периоду од 1869. до 1870. године. Овај висећи пешачки мост, са косим бочним стубом, протеже се преко Црвене реке и повезује центрлни део града Винипег са француским квартом Свети Бонифатије Saint-Boniface. Он је упарен са мостом за друмски саобраћај, са четири коловозне траке, под називом Provencher Paired Bridges, на истој локацији.
Овај мост у Форксу замишљен је, да замени 85 години стари мост мост, и постане једно од места окупљања за становнике два значајна градска насеља Форкс и Свети Бонифатије Saint-Boniface која се налазе на супротним странама Црвене реке, и унапреди туризам и културно и економску повеже ова два историјска кварта Винипега, енглески и француски.
Једна од јединствених карактеристика Ријеловог пешачког моста, укључује добро архитектонски укомпонавану кулу од преднапрегнутог бетона са полукружним платоом у подножју торња, који обезбеђује простор за комерцијалне активности и ресторан. Овај „додатак“ на мосту је нешто потпуно ново за мостове у Северној Америци.
Градња моста започела је 2003. године, а свечано је отворен у лето 2004. године.